# Rover P5
Het Rover P5 model van Rover is bekend geworden als de "Poor man's Rolls". Het was een klassieke degelijke auto die als concurrent van onder meer de Jaguar Mk-serie werd verkocht. Door de hoge kwaliteit scoorde het model goed in Engelse regeringskringen als dienstauto.
Er waren twee modellen P5: de Saloon en de Coupé (vanaf de Mk II serie in 1963). Bovendien waren er twee motorvarianten leverbaar, de 3 Litre werd geleverd van 1959 tot 1967 en de 3.5 Litre van 1967 tot 1973. De 3 Litre was voorzien van een drieliter zescilinder kop/zijklepmotor. De 3.5 Litre (ook wel: P5B) werd aangedreven door de in 1967 van Buick gekochte 3,5 liter-V8-motor. Er werden ook enkele exemplaren geleverd met de oudere 2,4 en 2,6 liter zescilinder motoren. De 2,4 litermotor is alleen geleverd in Oostenrijk, de 2,6 litermotor is geleverd in Frankrijk en Nigeria.
De P5 werd ontworpen door David Bache, die enkele klassiek stijlelementen van voor de Tweede Wereldoorlog herintroduceerde.
Bijzonder was dat door de P5 en P5B in diverse rally's (bijvoorbeeld de Oost-Afrikaanse Safari-rally) enkele sportieve prestaties van formaat werden neergezet. De kwaliteit was belangrijker dan de prestaties van de klassieke motorblokken.

## Productieaantallen
- 2.4 Litre 25
- 2.6 Litre 131
- 3 Litre 48.385
- 3.5 Litre 20.600

## Trivia
- In de film Turks Fruit is een spectaculaire crash van een P5 te zien